# Mijaíl Shuleikin
Mijaíl Vasílievich Shuleikin (en ruso: Михаи́л Васи́льевич Шуле́йкин) ([21 de octubrejul] 2 de noviembre de 1884 - 17 de julio de 1939) fue un ingeniero militar de radio ruso de la etapa soviética, miembro de la Academia de Ciencias de la URSS (1939).

## Semblanza
Shuleikin nació en 1884 en Moscú. Era hijo de un comerciante, propietario de una fábrica de tapices y de dos tiendas. 
En 1902 se graduó de una escuela secundaria privada y se inscribió en el Departamento de Electromecánica del Instituto Politécnico de San Petersburgo. En enero de 1908 obtuvo un diploma en ingeniería eléctrica, permaneciendo en prácticas en los laboratorios del Instituto Técnico para especializarse en comunicaciones por radio.
Desde el otoño de 1908 hasta el otoño de 1909 realizó como voluntario el servicio militar, licenciándose con el grado de sargento.
En mayo de 1912, aprobó el examen de ingeniería eléctrica, y en marzo de 1914 obtuvo el título de profesor adjunto de ingeniería eléctrica. 
Desde el otoño de 1914 hasta el 1 de abril de 1918 dio clases en el Instituto Politécnico de San Petersburgo, impartiendo cursos sobre "colectores de motores", "generadores" y técnicas de radiotelegrafía orientadas al diseño de estaciones de telegrafía sin hilos y a sistemas de alta frecuencia.
Junto con las actividades de investigación y enseñanza en el período 1913-1918, trabajó en la planta de telegrafía sin hilos de la Oficina de la Marina, organizando y dirigiendo el primer laboratorio de Rusia para la producción de instrumentos de medición de radio (1914-1918).
Entre 1919 y 1930 fue profesor del Departamento de Ingeniería de Radio Bauman. Dirigió el Departamento de Ingeniería de Radio en el Instituto Nacional de Economía GV Plehanova (1920-1929), la Academia de Comunicaciones Eléctricas Militares (1921-1923), el Instituto de Telecomunicaciones VN Podbelskogo (1921-1923), el Departamento de Ingeniería de Radio Teórica del Instituto Electrotécnico de Comunicaciones de Moscú (1935), y el Instituto de Ingeniería de Potencia de Moscú (desde 1930).
De 1923 a 1928 coordinó para toda Rusia el Instituto Electrotécnico.
Entre 1936 y 1939 trabajó como ingeniero jefe del Instituto de Investigación para las Comunicaciones Marítimas y Control Remoto del Ejército Rojo, con el grado de General de Brigada de Ingenieros (1936).
El 1 de febrero de 1933 resultó elegido miembro correspondiente de la Academia de Ciencias de la URSS en las secciones de matemáticas y ciencias naturales, y el 28 de enero de 1939 en la de técnicas de las ciencias (especialidad radio).
Murió el 17 de julio de 1939 en Moscú.

## Obras
- Escritos sobre la propagación de las ondas de radio en las capas superiores de la atmósfera.
- Escritos sobre la teoría de las antenas de onda larga.
- Escritos sobre la teoría de las antenas de R. Ryudenberga.[1]

## Eponimia
- El cráter lunar Shuleykin lleva este nombre en su memoria.[2]